# Léglise
Léglise är en kommun i Belgien.   Den ligger i provinsen Luxemburg och regionen Vallonien, i den sydöstra delen av landet, 140 km sydost om huvudstaden Bryssel. Antalet invånare är 4 680.
I omgivningarna runt Léglise växer i huvudsak blandskog. Runt Léglise är det ganska tätbefolkat, med 72 invånare per kvadratkilometer.